# Puceul
Puceul est une commune de l'Ouest de la France, située dans le département de la Loire-Atlantique, en région Pays de la Loire.

## Géographie

Situation de la commune de Puceul dans le département de la Loire-Atlantique.

Puceul est situé à 37 km au nord de Nantes et à 5 km au sud de Nozay, à proximité de la voie express Nantes-Rennes, dont l'achèvement à deux fois deux voies en décembre 1991 a grandement contribué au développement démographique de la commune. Celle-ci se situe depuis à 20 minutes du nord de l'agglomération nantaise et ce rapprochement a permis l'installation de jeunes couples travaillant dans cette ville.

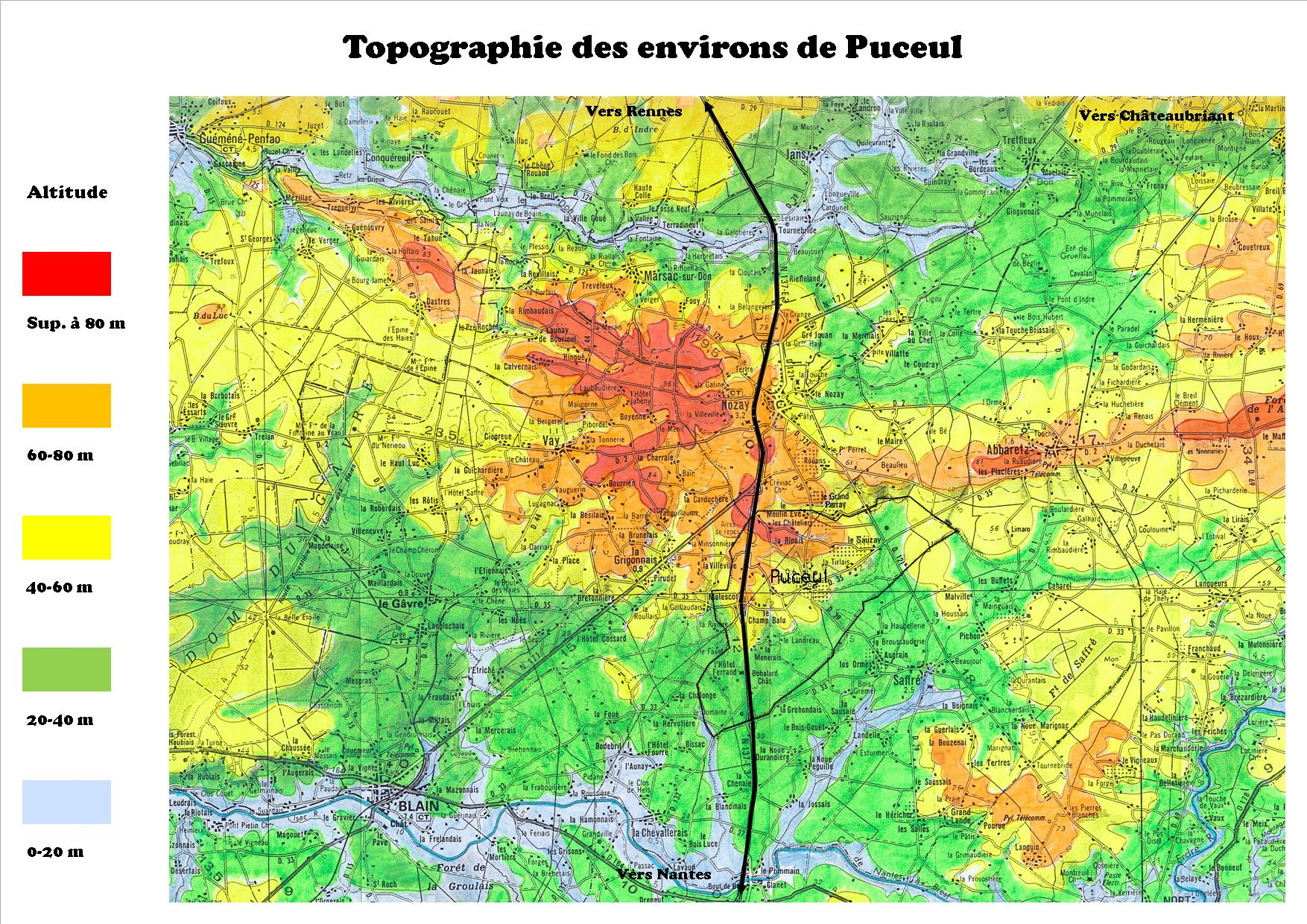
Topographie des environs de Puceul

Les communes limitrophes sont Abbaretz, Nozay, Saffré, La Chevallerais et La Grigonnais.
|                 | Nozay  |          |
| La Grigonnais   | Puceul | Abbaretz |
| La Chevallerais |        | Saffré   |

### Relief et hydrographie
La commune de Puceul se situe en lisière sud du plateau nozéen qui se prolonge par la dorsale Abbaretz-La Meilleraye-de-Bretagne.
Le territoire est partagé entre les hauteurs du plateau nozéen, qui s'étendent au nord-ouest de la commune et la plaine de Saffré au sud-est, occupée par la rivière Isac et ses affluents. 
L'un des affluents occupe à Bel-Air le point le plus bas à 28 mètres, tandis que le point le plus haut culmine à Jahan à 81 mètres.
L'ensemble est situé entièrement dans le bassin versant de la rivière Isac, elle-même affluent de la Vilaine.
Plusieurs bassins versants secondaires viennent entailler le plateau de Nozay, ils sont tous drainés par des affluents de L'Isac.

### Géologie et pédologie
La nature géologique du territoire dépend en grande partie de l'évolution géomorphologique du plateau nozéen.
À la suite de son soulèvement, l'érosion linéaire des affluents de l'Isac a commencé à disséquer le plateau.
La morphologie de l'ensemble permet de distinguer plusieurs terroirs.
Le sommet du plateau et la partie sud de la commune présentent des sols argileux épais alors que les coteaux intermédiaires se caractérisent par des sols minces et bien égouttés avec un intérêt agronomique indéniable.
À noter : Présence d'un gisement intéressant d'argiles gonflantes de type attapulgite au sud-est du bourg.

### Climat
Pour des articles plus généraux, voir Climat des Pays de la Loire et Climat de la Loire-Atlantique.
En 2010, le climat de la commune est de type climat océanique franc, selon une étude du CNRS s'appuyant sur une série de données couvrant la période 1971-2000. En 2020, Météo-France publie une typologie des climats de la France métropolitaine dans laquelle la commune est exposée à un climat océanique et est dans la région climatique  Bretagne orientale et méridionale, Pays nantais, Vendée, caractérisée par une faible pluviométrie en été et une bonne insolation. 
Pour la période 1971-2000, la température annuelle moyenne est de 11,9 °C, avec une amplitude thermique annuelle de 13,5 °C. Le cumul annuel moyen de précipitations est de 738 mm, avec 11,8 jours de précipitations en janvier et 6,4 jours en juillet. Pour la période 1991-2020, la température moyenne annuelle observée sur la station météorologique de Météo-France la plus proche, sur la commune de Blain à 12 km à vol d'oiseau, est de 12,1 °C et le cumul annuel moyen de précipitations est de 837,6 mm,. Pour l'avenir, les paramètres climatiques de la commune estimés pour 2050 selon différents scénarios d'émission de gaz à effet de serre sont consultables sur un site dédié publié par Météo-France en novembre 2022.

## Urbanisme

### Typologie
Au 1er janvier 2024, Puceul est catégorisée bourg rural, selon la nouvelle grille communale de densité à sept niveaux définie par l'Insee en 2022.
Elle est située hors unité urbaine. Par ailleurs la commune fait partie de l'aire d'attraction de Nantes, dont elle est une commune de la couronne,. Cette aire, qui regroupe 116 communes, est catégorisée dans les aires de 700 000 habitants ou plus (hors Paris),.

### Occupation des sols
L'occupation des sols de la commune, telle qu'elle ressort de la base de données européenne d’occupation biophysique des sols Corine Land Cover (CLC), est marquée par l'importance des territoires agricoles (91,9 % en 2018), en diminution par rapport à 1990 (98,5 %). La répartition détaillée en 2018 est la suivante : 
terres arables (67,7 %), zones agricoles hétérogènes (12,5 %), prairies (11,7 %), forêts (4,1 %), zones industrielles ou commerciales et réseaux de communication (2,5 %), zones urbanisées (1,5 %). L'évolution de l’occupation des sols de la commune et de ses infrastructures peut être observée sur les différentes représentations cartographiques du territoire : la carte de Cassini (XVIIIe siècle), la carte d'état-major (1820-1866) et les cartes ou photos aériennes de l'IGN pour la période actuelle (1950 à aujourd'hui).

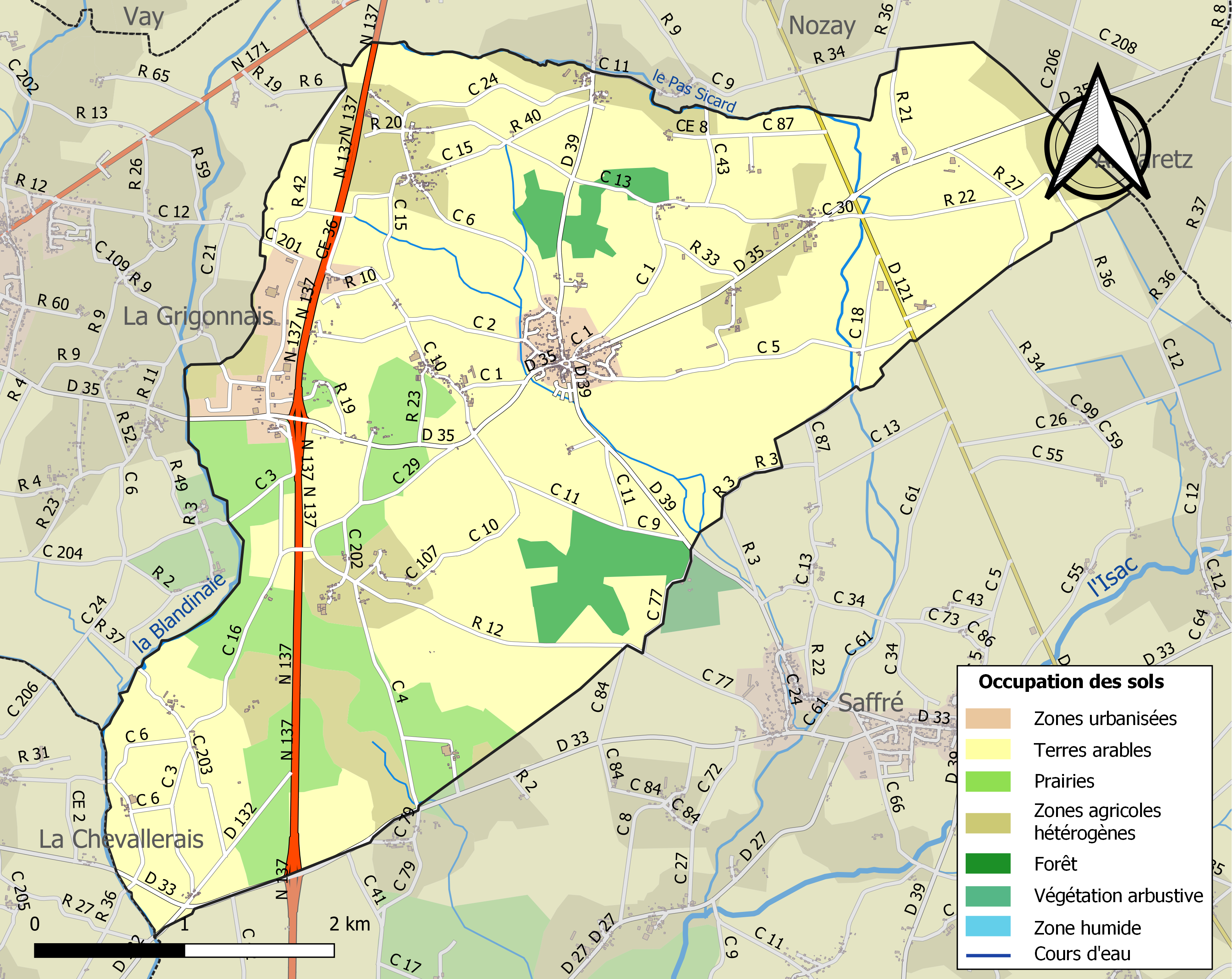
Carte des infrastructures et de l'occupation des sols de la commune en 2018 (CLC).

## Toponymie
Puceul s'appelait Puceol en 1243; ce nom viendrait du latin Puteus : « puits », avec le suffixe diminutif -eolum : « petit-puits », soit Puteolum et par suite Puceolum
.
Le puits fait référence à la fontaine Saint-Clair, lieu d'un culte druidique, ainsi nommée en relation avec Saint Clair, évêque de Nantes au IIIe siècle, de passage sur les lieux selon la tradition.
Puceul possède un nom en gallo, la langue d'oïl locale : Puceu ou Piceu selon l'écriture ABCD, ou Puçeu ou Piçeu selon l'écriture MOGA, deux graphies qui reflètent les variations de prononciation relevées : [pysœ] ou [pisœ].
En breton, son nom est Puñsel à partir de la fin du XXe siècle .

## Histoire

### Période antique
Même si la première mention écrite de Puceul remonte seulement au XIIIe siècle, Puceol dans un écrit de 1243, le territoire de la commune est occupé dès l'Antiquité, comme en témoigne le passage d'une voie romaine, attestée au XIXe siècle, dont il ne reste aujourd'hui plus de traces, appelée localement « Levée de Saumur ».
L'archéologue Louis Bizeul a pu, vers 1836, en mesurer sa largeur dans une commune voisine : elle atteignait pas moins de 20 m avec les accotements, à l'image d'une voie impériale.
Une portion de cette voie Vannes-Blain-Angers, véritable « autoroute » de l'époque, a été fouillée par les archéologues dans la région d'Allaire (Morbihan).

## Politique et administration

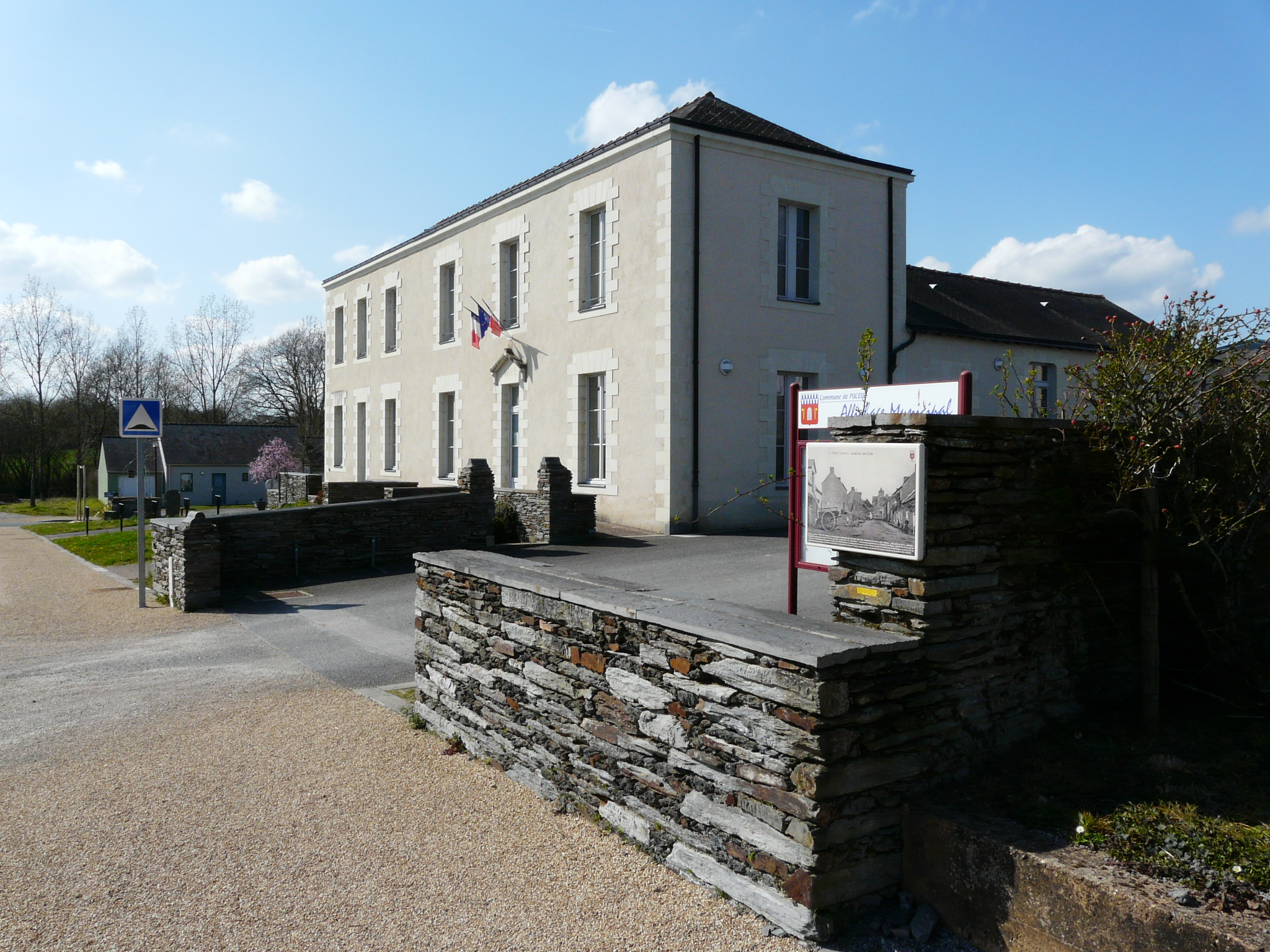
Mairie de Puceul.

| Période                                  | Période   | Identité         | Étiquette | Qualité                                                                             |
| ---------------------------------------- | --------- | ---------------- | --------- | ----------------------------------------------------------------------------------- |
| avant 1995                               | ?         | Prosper Saffre   |           |                                                                                     |
| mars 2001                                | mars 2008 | Raphaël Lebreton |           |                                                                                     |
| mars 2008                                | En cours  | Claire Theveniau | SE        | mère au foyer, présidente de la Communauté de communes de la région de Nozay (CCRN) |
| Les données manquantes sont à compléter. |           |                  |           |                                                                                     |

## Population et société

### Démographie
Selon le classement établi par l'Insee, Puceul fait partie de l'aire urbaine et de la zone d'emploi de Nantes et du bassin de vie de Nozay. Elle n'est intégrée dans aucune unité urbaine. Toujours selon l'Insee, en 2010, la répartition de la population sur le territoire de la commune était considérée comme « peu dense » : 81 % des habitants résidaient dans des zones « peu denses »  et 19 % dans des zones « très peu denses ».

#### Évolution démographique
En 1949, la commune est partiellement démembrée pour permettre la création de La Chevallerais.
L'évolution du nombre d'habitants est connue à travers les recensements de la population effectués dans la commune depuis 1793. Pour les communes de moins de 10 000 habitants, une enquête de recensement portant sur toute la population est réalisée tous les cinq ans, les populations de référence des années intermédiaires étant quant à elles estimées par interpolation ou extrapolation. Pour la commune, le premier recensement exhaustif entrant dans le cadre du nouveau dispositif a été réalisé en 2006.

En 2022, la commune comptait 1 124 habitants, en évolution de +0,45 % par rapport à 2016 (Loire-Atlantique : +6,68 %, France hors Mayotte : +2,11 %).
| 1793  | 1800 | 1806 | 1821  | 1831  | 1836  | 1841  | 1846  | 1851  |
| ----- | ---- | ---- | ----- | ----- | ----- | ----- | ----- | ----- |
| 1 337 | 945  | 976  | 1 290 | 1 139 | 1 200 | 1 555 | 1 602 | 1 671 |

| 1856  | 1861  | 1866  | 1872  | 1876  | 1881  | 1886  | 1891  | 1896  |
| ----- | ----- | ----- | ----- | ----- | ----- | ----- | ----- | ----- |
| 1 800 | 1 782 | 1 815 | 1 779 | 1 767 | 1 843 | 1 852 | 1 797 | 1 857 |

| 1901  | 1906  | 1911  | 1921  | 1926  | 1931  | 1936  | 1946 | 1954 |
| ----- | ----- | ----- | ----- | ----- | ----- | ----- | ---- | ---- |
| 1 860 | 1 917 | 1 831 | 1 550 | 1 504 | 1 428 | 1 385 | 728  | 666  |

| 1962 | 1968 | 1975 | 1982 | 1990 | 1999 | 2006 | 2011 | 2016  |
| ---- | ---- | ---- | ---- | ---- | ---- | ---- | ---- | ----- |
| 724  | 685  | 609  | 580  | 599  | 631  | 879  | 978  | 1 119 |

| 2021  | 2022  | - | - | - | - | - | - | - |
| ----- | ----- | - | - | - | - | - | - | - |
| 1 136 | 1 124 | - | - | - | - | - | - | - |

#### Pyramide des âges
La population de la commune est relativement jeune.
En 2018, le taux de personnes d'un âge inférieur à 30 ans s'élève à 43,0 %, soit au-dessus de la moyenne départementale (37,3 %). À l'inverse, le taux de personnes d'âge supérieur à 60 ans est de 12,8 % la même année, alors qu'il est de 23,8 % au niveau départemental.
En 2018, la commune comptait 561 hommes pour 579 femmes, soit un taux de 50,79 % de femmes, légèrement inférieur au taux départemental (51,42 %).
Les pyramides des âges de la commune et du département s'établissent comme suit.
| Hommes | Classe d’âge | Femmes |
| ------ | ------------ | ------ |
| 0,4    | 90 ou +      | 0,7    |
| 2,1    | 75-89 ans    | 5,2    |
| 9,1    | 60-74 ans    | 8,2    |
| 19,3   | 45-59 ans    | 15,6   |
| 27,3   | 30-44 ans    | 26,3   |
| 11,4   | 15-29 ans    | 15,9   |
| 30,4   | 0-14 ans     | 28,2   |

| Hommes | Classe d’âge | Femmes |
| ------ | ------------ | ------ |
| 0,6    | 90 ou +      | 1,8    |
| 6      | 75-89 ans    | 8,6    |
| 15,1   | 60-74 ans    | 16,4   |
| 19,4   | 45-59 ans    | 18,8   |
| 20,1   | 30-44 ans    | 19,3   |
| 19,2   | 15-29 ans    | 17,4   |
| 19,5   | 0-14 ans     | 17,6   |

## Culture et patrimoine

### Patrimoine religieux

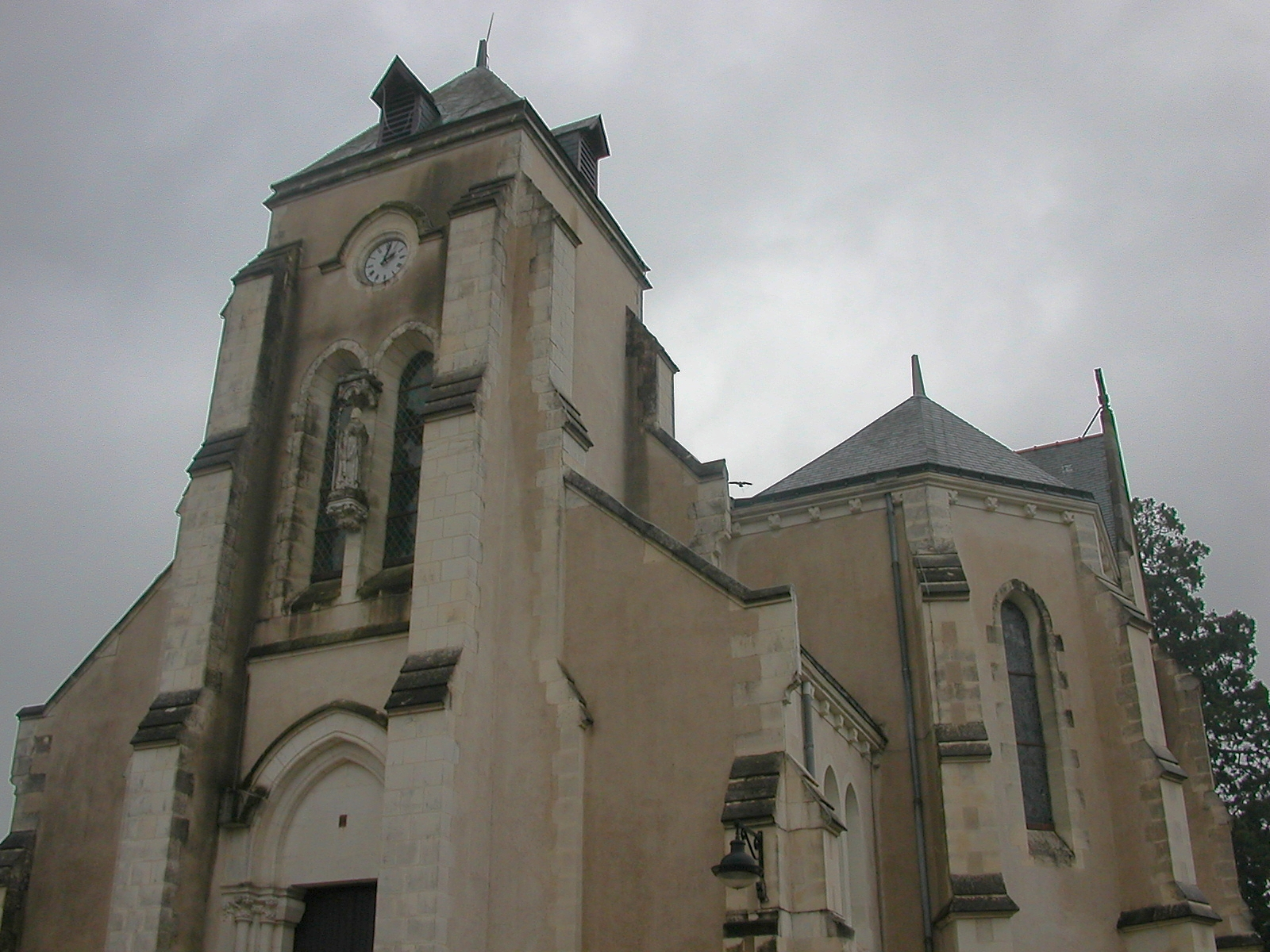
Église de Puceul.

L'église Saint-Martin, bâtie en 1885, recèle un tabernacle, en bois, du XVIIe siècle, restauré en 1955 par Henri Wagner, artiste local, avec une partie centrale très ouvragée, ornée de colonnettes corinthiennes. Deux panneaux, décorés de fruits, de feuilles et d’angelots équilibrent l’ensemble.

### Patrimoine architectural du domaine privé

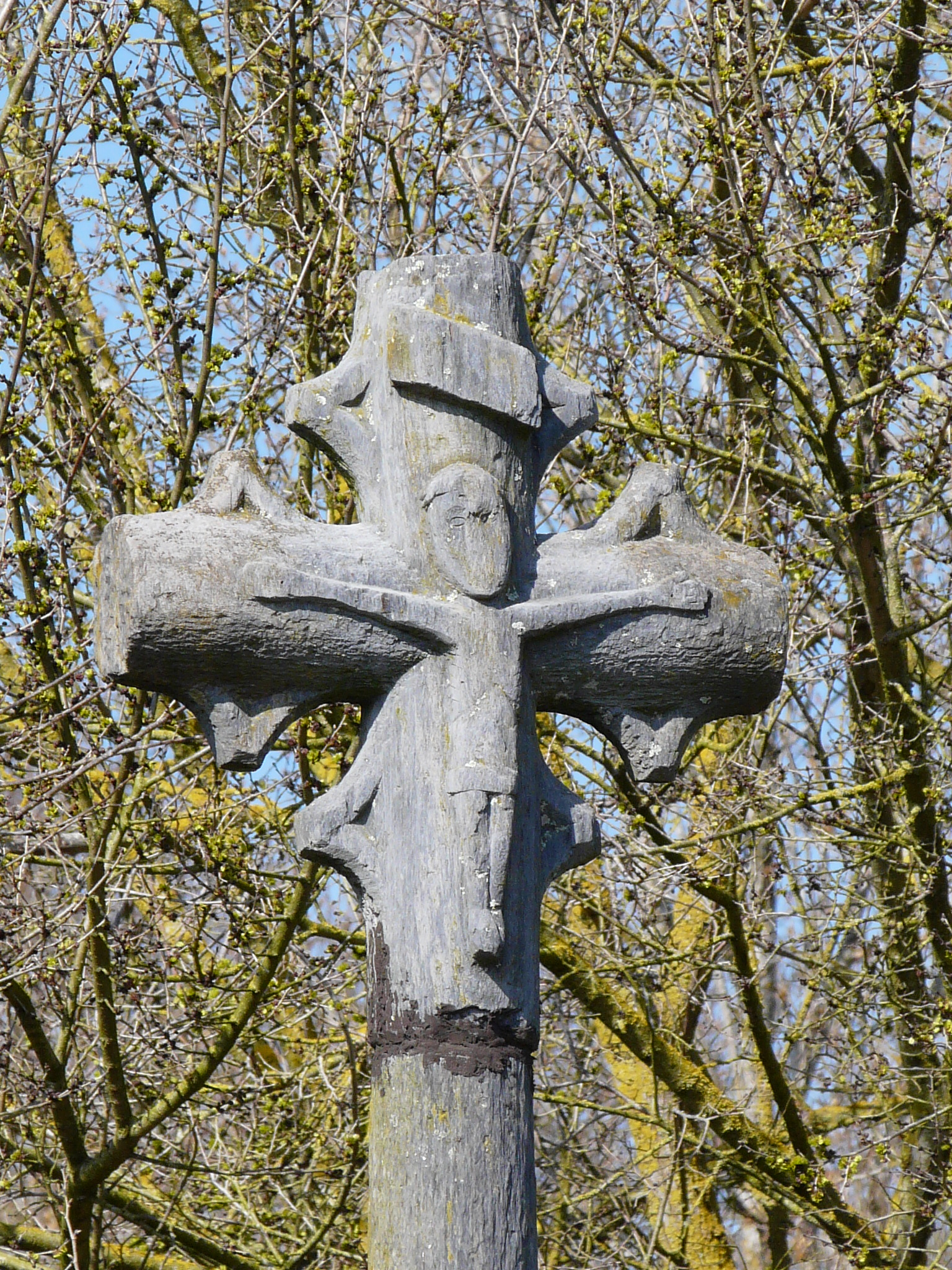
Croix de la fontaine Saint-Clair.

Le château de Bohallard, reconstruit vers 1850, est de style « néo-château de la Loire » avec des chaînes d'angle et une partie centrale en tuffeau.
Le manoir de Bohallard, tout proche, est un des plus anciens bâtiments de la commune, il présente une tourelle cylindrique avec un escalier hélicoïdal en schiste.
Le « château des Montmorency » est une maison de caractère du XVIe siècle dans sa partie la plus ancienne ; elle a appartenu aux la Neuville, branche légitimée des Montmorency. Une des fenêtres en schiste porte le blason des Le Sénéchal (3 rangées de macles) alliés aux La Neuville au XVIIIe siècle.
Le manoir de la Savinais était le centre d'une seigneurie autrefois dépendante de la Châtellenie de Nozay, et qui détenait droit de moyenne justice. De l’ancien manoir subsiste une tourelle quadrangulaire du XVIIe siècle.
Le manoir de la Bellière, coiffé d’une imposante toiture, est doté d'une vaste tour quadrangulaire.

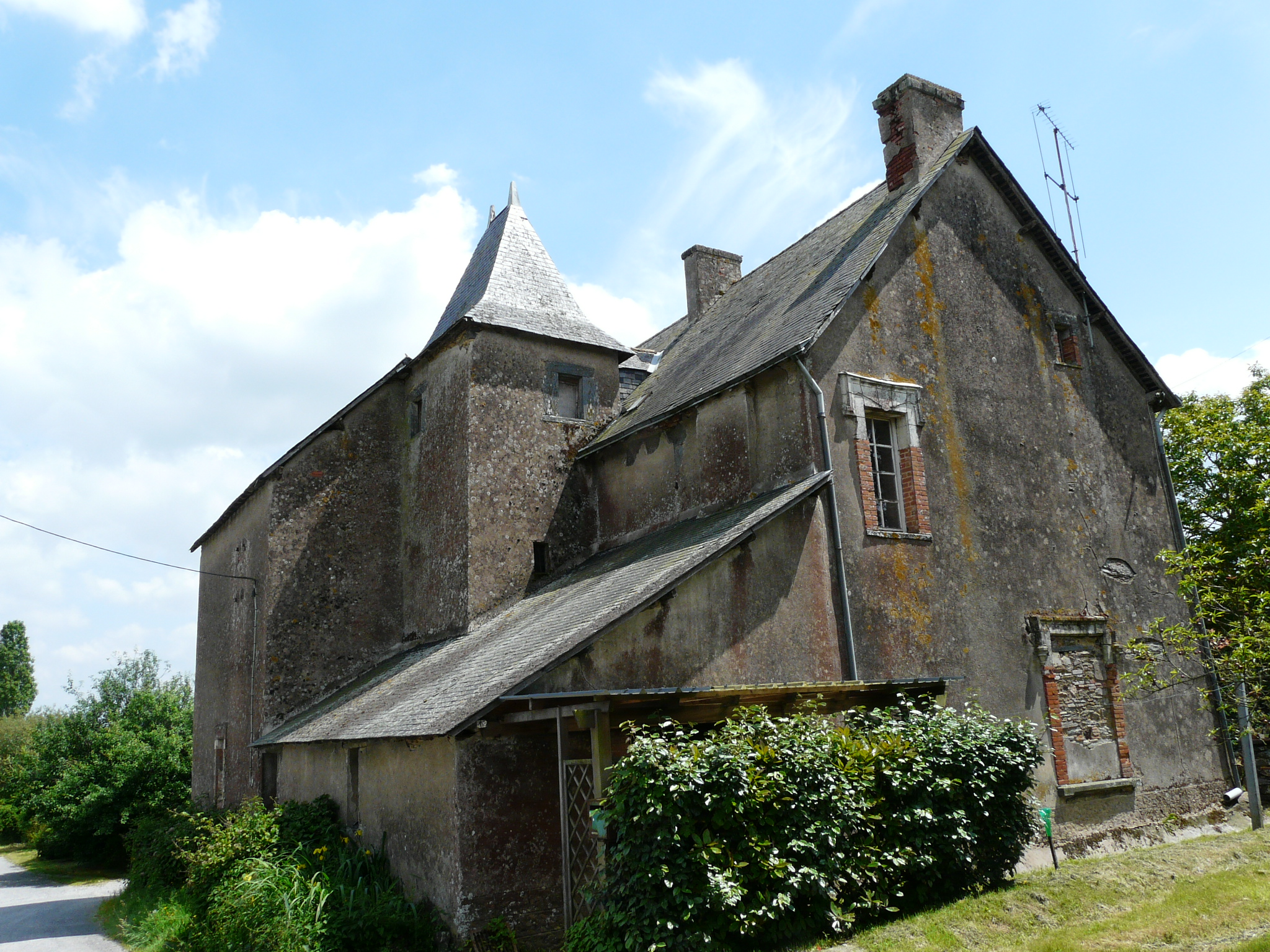
Manoir de la Savinais.
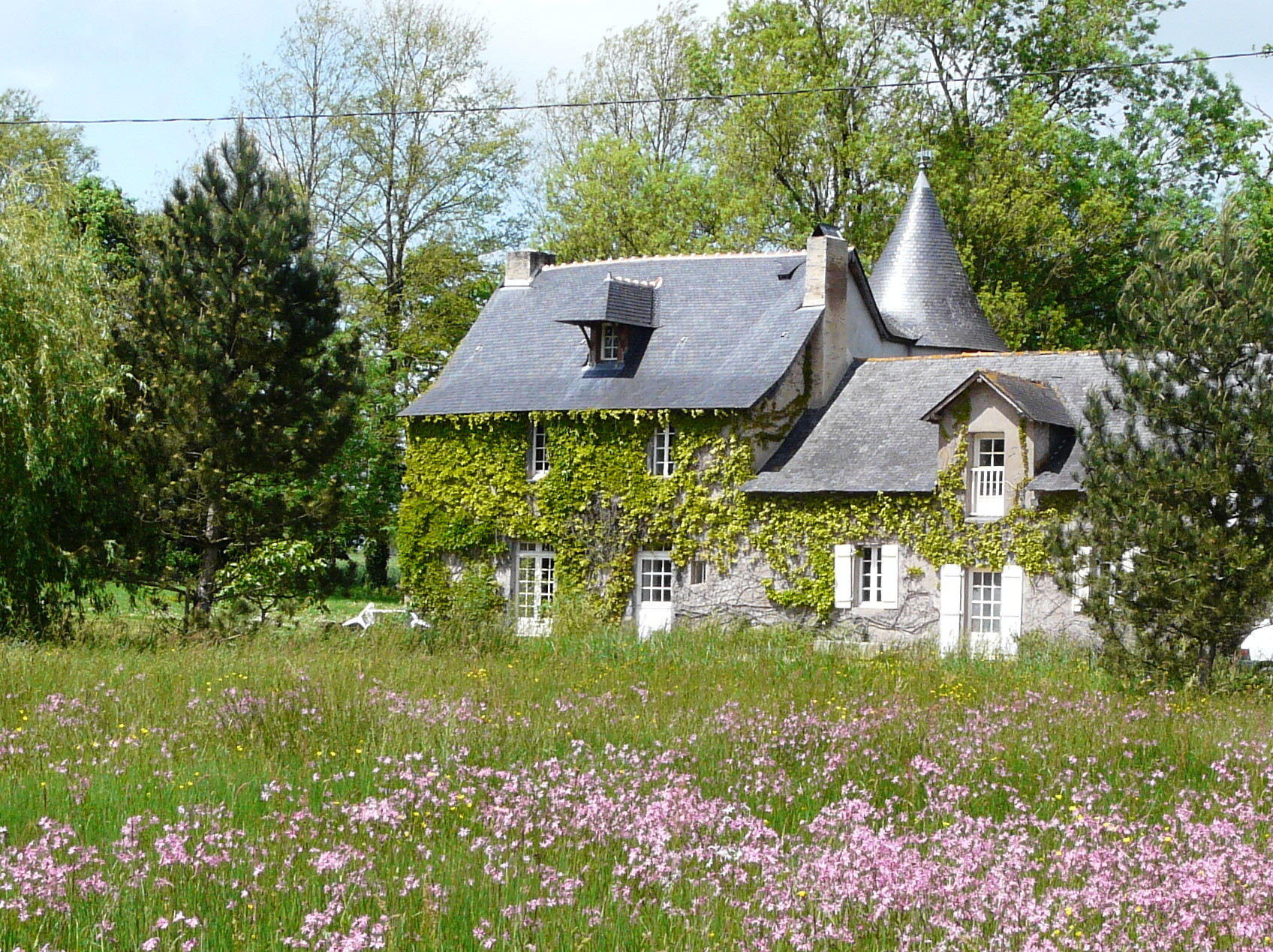
Manoir de Bohallard.
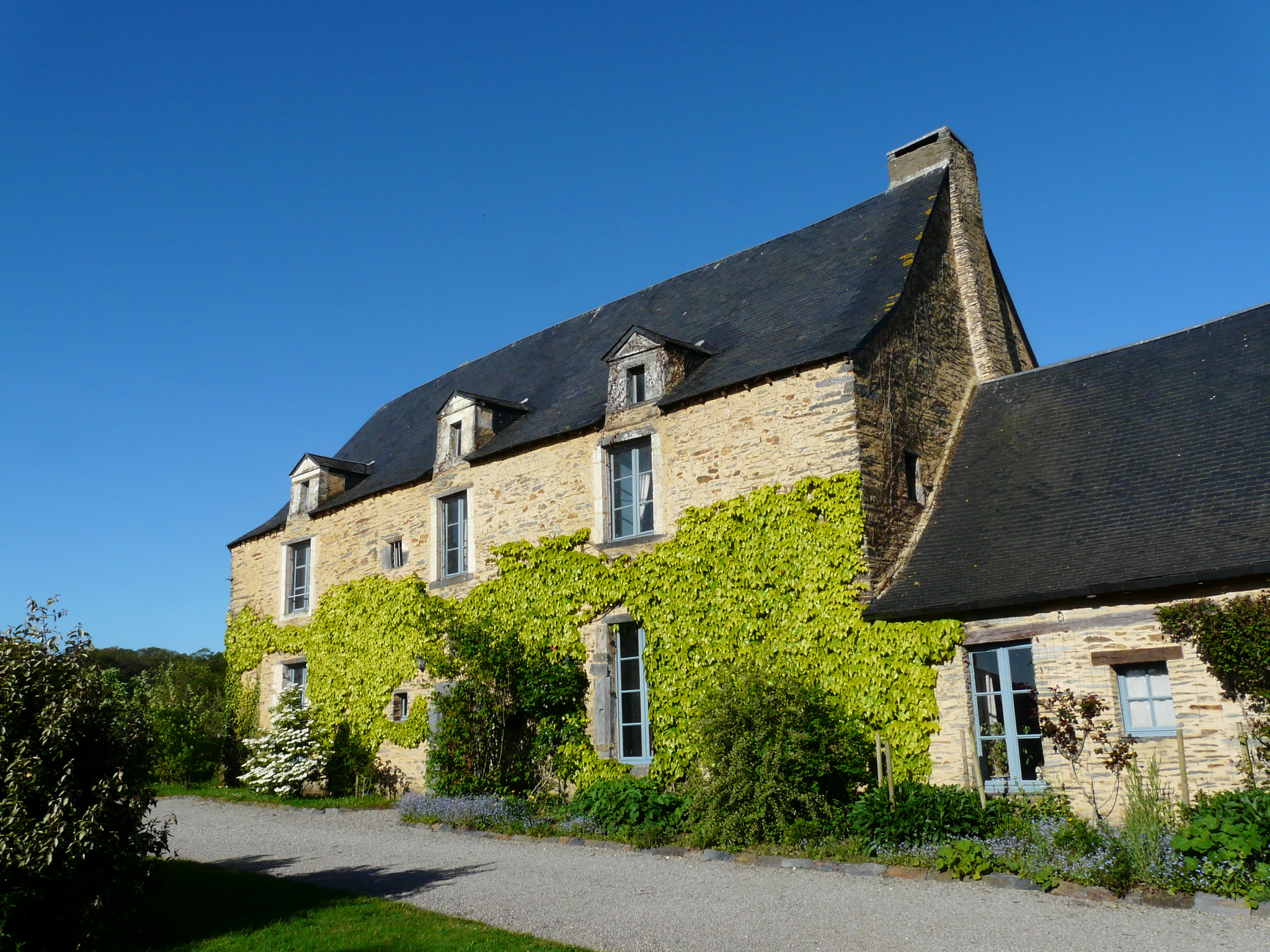
Manoir de la Bellière.
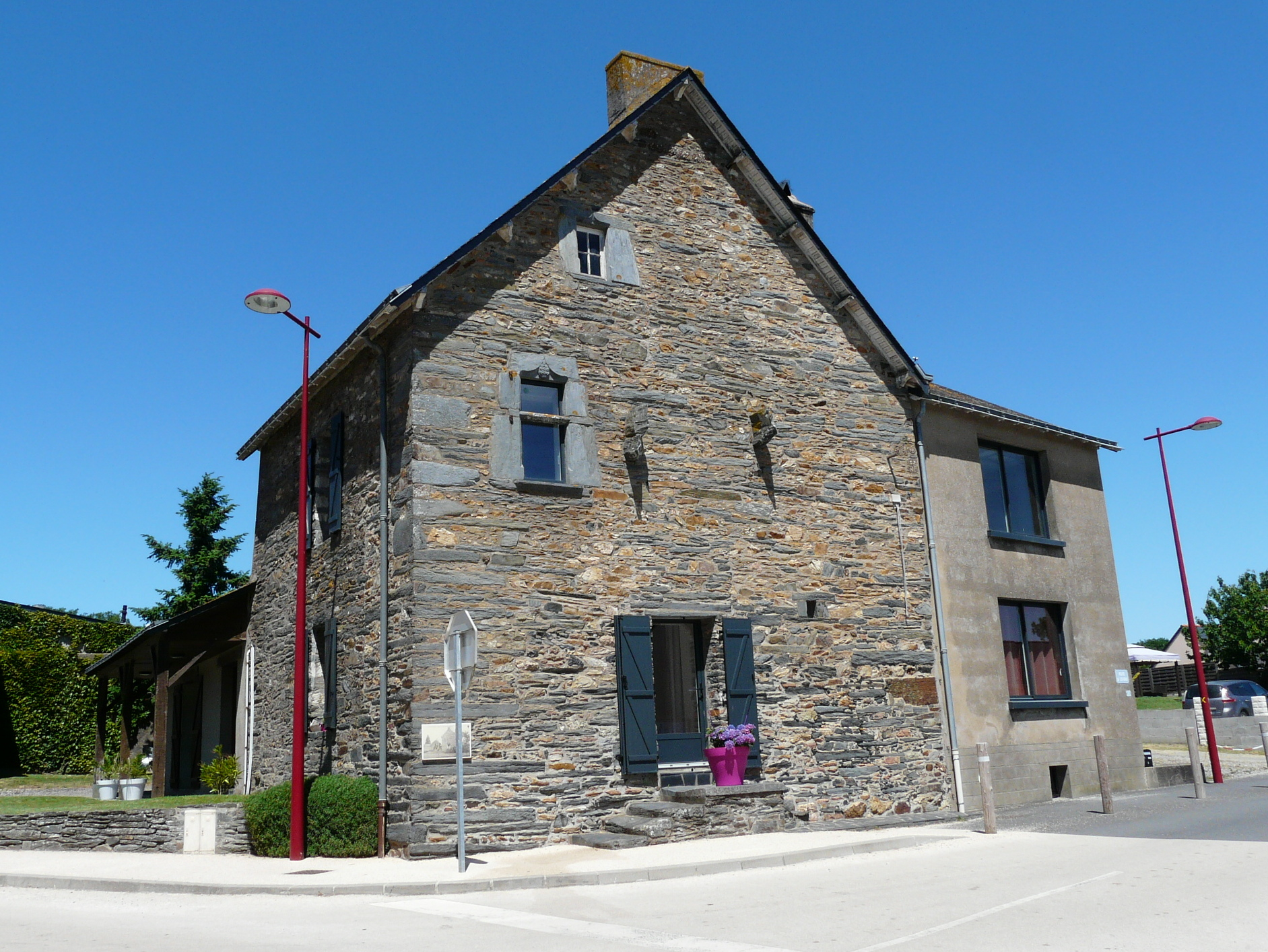
Maison « Montmorency ».

### Arbre remarquable
Le séquoia géant de Puceul se dresse dans le jardin de l’ancien presbytère, juste à côté de l’église qu’il domine de sa hauteur. Il a été planté à la fin du XIXe siècle. C’est l’un des plus gros sujets de Loire-Atlantique, mais pas le plus haut. Sa circonférence à un mètre du sol était de 7,55 mètres en 2014, sa hauteur était de 28 mètres.

### Héraldique
| Blason | Blasonnement : De gueules à la fontaine d'argent, accostée de deux haches antiques adossées d'or, au chef de vair de deux tires. Commentaires : La fontaine représente la fontaine Saint-Clair, les haches sont de l'époque de bronze. Le chef de vair est celui du roi des Bretons, Alain Ier de Bretagne « le Grand ». Blason conçu par l'héraldiste Michel Pressensé (délibération municipale du 21 septembre 1995). |

### Personnalités liées à la commune
- Michel-Sidrac Dugué de Boisbriant (1638_1688), est un officier de l'armée française, commandant et gouverneur de l'île de Montréal.
- Julien Fruneau (1827-1892), communard né à Puceul, éphémère élu de la Commune de Paris ;
- Marie-Charlotte Saint Girons (1923-1995), zoologiste ;
- Hubert Saint Girons (1926-2000), zoologiste mort à Puceul, époux de la précédente.